# جوزف باربرا

بنیان‌گذاران هانا-باربرا: بیل هانا (چپ) و جو باربرا (راست) در حالی که چند جایزهٔ اِمی را دریافت کرده‌اند

جوزف باربِرا (به انگلیسی: Joseph Barbera) یکی از بنیان‌گذاران شرکت انیمیشنسازی هانا-باربرا (همراه با ویلیام هانا) بود.

## زندگی
جوزف باربرا در ۲۴ مارس ۱۹۱۱ متولد شد. باربرا در اصل کارمند بانک بود و در این بین داستان‌های مصوری برای مجلات طراحی می‌کرد و چیزی نگذشت که کاری به عنوان طراح انیمیشن (پویانمایی) به‌دست آورد. هنگامی که طرح‌های جوزف باربرا در جوانی به مجله‌های کارتون راه پیدا کردند او به دنیای سینما و تلویزیون وارد شد.
جوزف باربرا در سال ۱۹۳۷ با ویلیام هانا در کمپانی متروگلدوین مایر ملاقات کرد و مدتی بعد، آن دو یک گربه و موش به نام‌های «تام» و «جری» را خلق کردند.
در سال ۱۹۴۴ با همکاری بیل هانا شرکت هانا-باربرا را تشکیل داد. جوزف باربرا به‌همراه شریکش هشت جایزهٔ اِمی و هفت اسکار برای کارتون‌هایش دریافت کرده‌است. وی یکی از دو خالق شخصیت‌های کارتونیِ محبوبی چون تام و جری، یوگی و دوستان، اسکوبی‌دو و عصر حجر (کارتون) است.
وی و ویلیام هانا از دههٔ پنجاه و پس از آنکه تام و جری را برای متروگلدوین مایر ساختند کمپانی خودشان را تأسیس کردند.
بری میر، مدیر اجرایی کمپانی برادران وارنر، دربارهٔ او می‌گوید: «شخصیت‌هایی که او به‌همراه شریکش ویلیام هانا خلق کرد، تنها سوپراستارهای کارتونی نیستند، بلکه اجزای محبوبی از فرهنگ پاپ آمریکایی هستند.» پس از تأسیس کمپانی هانا-باربرا آنان شخصیت‌های کارتونیِ محبوبی چون عصر حجر خلق کردند. همراهیِ هفده‌سالهٔ آنان برای ساخت کارتون‌های تام و جری هفت جایزهٔ اسکار و ۱۴ نامزدی اسکار برایشان به ارمغان آورد. در طول دهه‌های بعدی، هانا و باربرا ۳۰۰ قسمت کارتون و بیش از ۳۰۰۰ برنامهٔ نیم‌ساعتهٔ کارتونی تولید کردند. نزدیک به نیم قرن است که شخصیت‌های کارتونیِ جوزف باربرا و ویلیام هانا در تلویزیون به نمایش درآمده‌است، اما همچنان کارتون‌های آنان در سراسر جهان به نمایش درمی‌آید.
تقریباً اغلب کارتون‌های هانا و باربرا در ایران در طی نیم قرن گذشته به نمایش درآمده‌اند و بعلاوه این کارتون‌ها به شخصیت‌های محبوبِ میلیون‌ها نفر در جهان بدل شده‌اند که هنوز تی‌شرتها و محصولاتی با تصاویر آن‌ها را می‌خرند.
پس از آنکه یک نظرسنجی نشان داد بیشتر مخاطبان کارتون هکلبری هوند را بزرگسالان تشکیل می‌داد کارتون عصر حجر در سال ۱۹۶۰ میلادی به عنوان یک برنامهٔ خانوادگی ساخته شد. ماجراهای فرِد فلینستون و دوست صمیمی‌اش، بارنی روبل، بلافاصله به محبوبیت چشمگیری دست یافت.
جوزف باربرا تا سال‌های واپسین عمر به کار ادامه داد و به همراه هانا هشت جایزهٔ اِمی، که اسکار تلویزیونی تلقی می‌شود، دریافت کرد.
باربرا در ۱۸ دسامبر ۲۰۰۶، بر اثر عوارض ناشی از کهولت، در خانه‌اش، درحالی‌که همسرش بر بالینش بود، در استویوسیتیِ لس آنجلس در سن ۹۵ سالگی درگذشت.